# Autogestão socialista

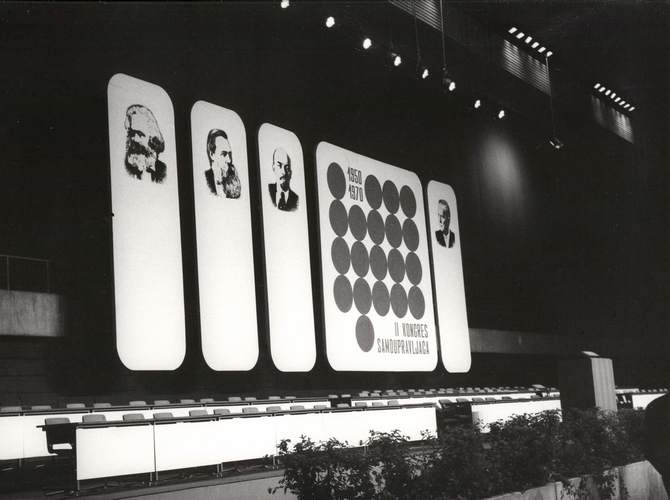
O Segundo Congresso de Autogestores realizado em Sarajevo, 1971

A autogestão socialista ou socialismo autogovernado foi uma forma de autogestão dos trabalhadores usada como modelo social e econômico formulado pelo Partido Comunista da Iugoslávia. Foi instituído por lei em 1950 e durou na República Socialista Federativa da Iugoslávia até 1990, pouco antes de sua dissolução em 1992. 
O principal objetivo era passar a gestão das empresas para as mãos dos trabalhadores e separar a gestão do Estado e foi ainda mais solidificado por lei na Constituição Iugoslava de 1974.  Pretendia também demonstrar a viabilidade de uma “terceira via” entre os Estados Unidos capitalistas e a União Soviética socialista. 
Baseado na alocação baseada no mercado, na propriedade social dos meios de produção e na autogestão dentro das empresas, este sistema substituiu o antigo planeamento central de tipo soviético da Iugoslávia. 

## História
Como Presidente da Iugoslávia, Josip Broz Tito orgulhava-se da independência da Iugoslávia da União Soviética, com a Iugoslávia nunca aceitando a adesão plena ao Comecon e a rejeição aberta de Tito de muitos aspectos do stalinismo como as manifestações mais óbvias desta independência. Os soviéticos e seus estados satélites muitas vezes acusaram a Iugoslávia de trotskismo e social-democracia, acusações vagamente baseadas na forma de autogestão dos trabalhadores de Tito e na teoria do trabalho associado (políticas de participação nos lucros e indústrias pertencentes aos trabalhadores iniciadas por ele, Milovan Đilas e Edvard Kardelj em 1950). Foi nestas coisas que a liderança soviética acusou de abrigar as sementes do comunismo de conselhos ou mesmo do corporativismo.
Em 1948, o Partido Comunista da Iugoslávia realizou seu Quinto Congresso. A reunião foi realizada logo depois que Stalin acusou Tito de ser nacionalista e de se mover para a direita, rotulando a heresia deste último de titoísmo. Isto resultou numa ruptura com a União Soviética conhecida como período Informbiro. Inicialmente, os comunistas iugoslavos, apesar da ruptura com Stalin, permaneceram tão linha-dura como antes, mas logo começaram a seguir uma política de socialismo independente que experimentava a autogestão dos trabalhadores em empresas estatais, com a descentralização e outros desvios do modelo soviético de um Estado comunista. 
Sob a influência de reformadores como Boris Kidrič e Milovan Đilas, a Iugoslávia experimentou ideias de autogestão dos trabalhadores, onde os trabalhadores influenciavam as políticas das fábricas em que trabalhavam e partilhavam uma parte de qualquer receita excedente. Isto resultou numa mudança no papel do partido na sociedade, de deter um monopólio de poder para ser um líder ideológico. Como resultado, o nome do partido e os nomes dos ramos regionais, respectivamente, foram alterados para Liga dos Comunistas da Iugoslávia (Savez komunista Jugoslavije, SKJ) em 1952 durante seu Sexto Congresso.

## Criticismo
A natureza de cima para baixo dos conselhos de trabalhadores levou, no entanto, à corrupção, ao cinismo e à ineficiência, até serem abolidos durante as Guerras Iugoslavas. 
Em 1989, o governo reformista de Ante Marković aboliu a autogestão. Nesta altura, o país tinha uma dívida externa paralisante, medidas de ajustamento estrutural impostas pelo Fundo Monetário Internacional e o colapso econômico amplificava as forças centrífugas dos mercados estrangeiros. 